# Alphonse Laverrière
Pour les articles homonymes, voir Laverrière (homonymie).
Alphonse Laverrière, né le 16 mai 1872 à Carouge et mort le 11 mars 1954 à Lausanne, est un architecte suisse.

## Biographie
Fils d'un tonnelier de Carouge, il se forme à l'École des Beaux-arts de Genève et puis à l'École nationale supérieure des beaux-arts de Paris. Il est diplômé en 1891. Installé à Lausanne depuis 1901, il est associé jusqu'en 1915 à Eugène Monod, avec lequel il remporte en 1912 la médaille d'or d'architecture aux Jeux olympiques de 1912. Il fait partie des réalisateurs du Monument international de la Réformation à Genève (1908-1917) et de la gare CFF de Lausanne (1908-1916). En 1913 il est parmi les fondateurs de l'association L'Œuvre. En 1919, il gagne le concours Cimetière du Bois-de-Vaux. Il est aussi l'auteur de la tour du Bel-Air Métropole, du Jardin botanique de Lausanne, du tablier du Pont Chauderon, du Tribunal fédéral. Entre 1917 et 1926, il dirige l'atelier artistique de la firme Zenith, pour laquelle il dessine aussi plusieurs bâtiments. En 1929 il est nommé professeur à l'École polytechnique fédérale de Zurich, où il enseignera jusqu'à 1942.

## Prix et reconnaissances
- 1912 : Médaille d'or d'architecture aux Jeux Olympiques de Stockholm, avec Eugène Monod.
- 1953 : Docteur honoris causa de l'université de Lausanne.

## Réalisations les plus significatives
- 1901 : Le tablier du pont Chauderon ;
- 1908-1916 : La façade de la gare de Lausanne. Des ingénieurs ferroviaires en ont organisé l'intérieur[2] ;
- 1908-1917 : Monument international de la Réformation à Genève ;
- 1919 : Le Cimetière du Bois-de-Vaux ;
- 1922-1927 : Le Tribunal fédéral[2] ;
- 1931 : La Tour de Bel-Air, dont la construction fut précédée d'un important débat passionnant les Lausannois ;
- 1931-1932 : Le parc du Valency ;
- 1937-1946 : Le jardin botanique (colline de Montriond) ;
- 1948-1950 : Le bâtiment administratif des CFF, à l'avenue de la Gare 45[2].
- L'ancienne Banque fédérale (à l'angle entre la rue du Grand-Pont et la rue du Grand-Chêne) ;
- L'immeuble Payot, à l'angle entre la rue de Bourg et la rue St-François[2] ;
- La façade de l'Hôtel de la Paix, à la rue Benjamin-Constant[2] ;

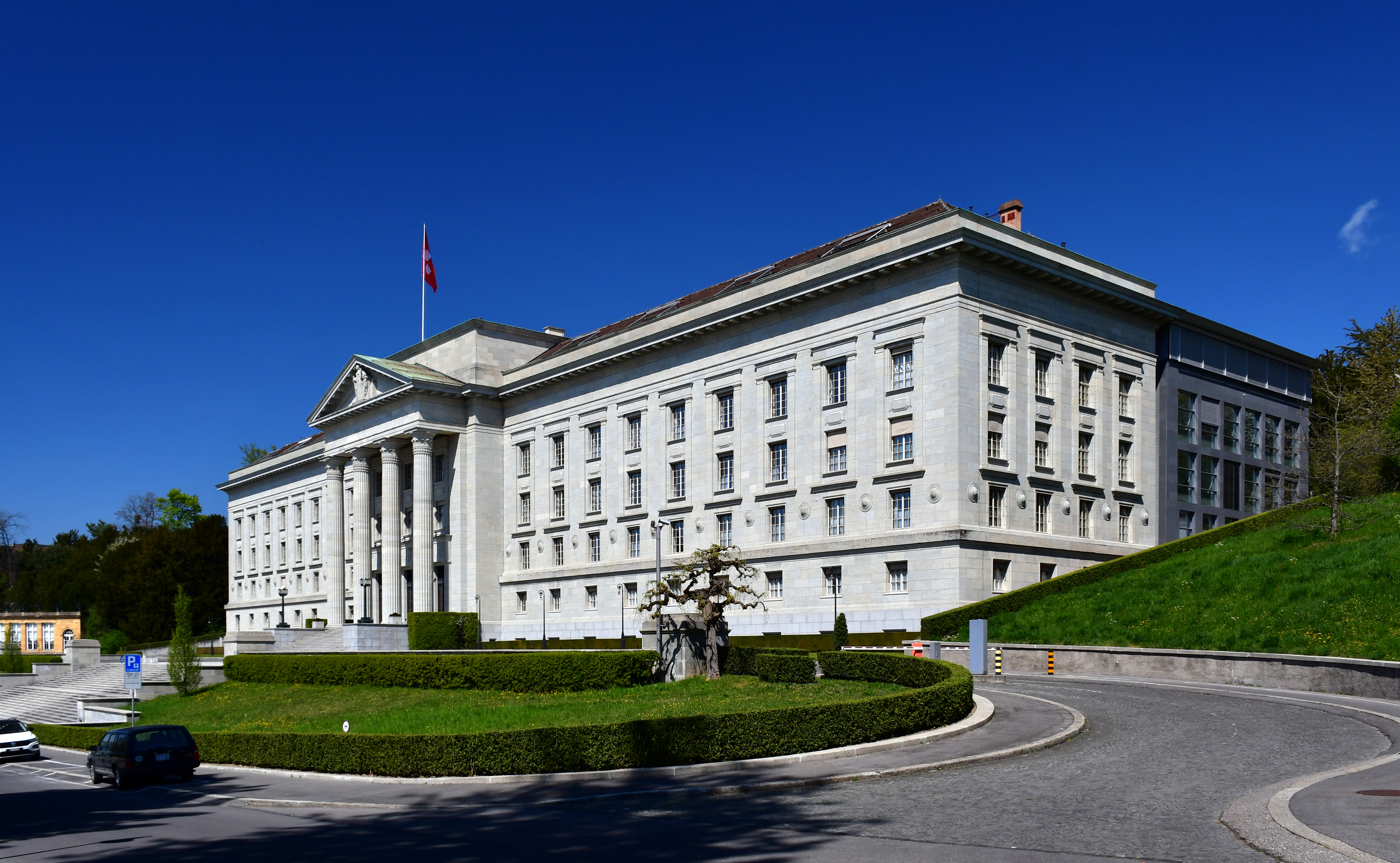
Le Tribunal fédéral
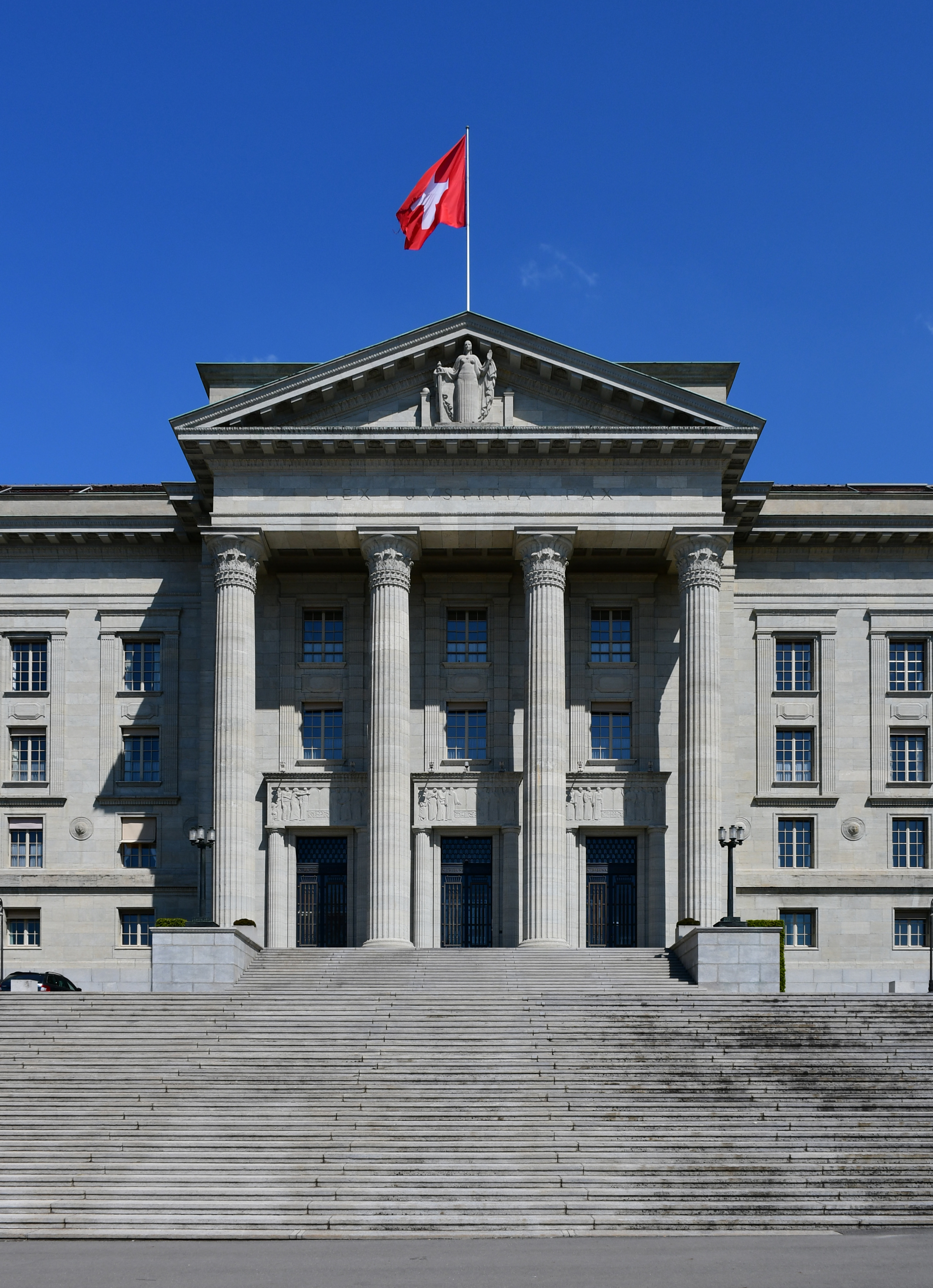
L'entrée principale du Tribunal fédéral
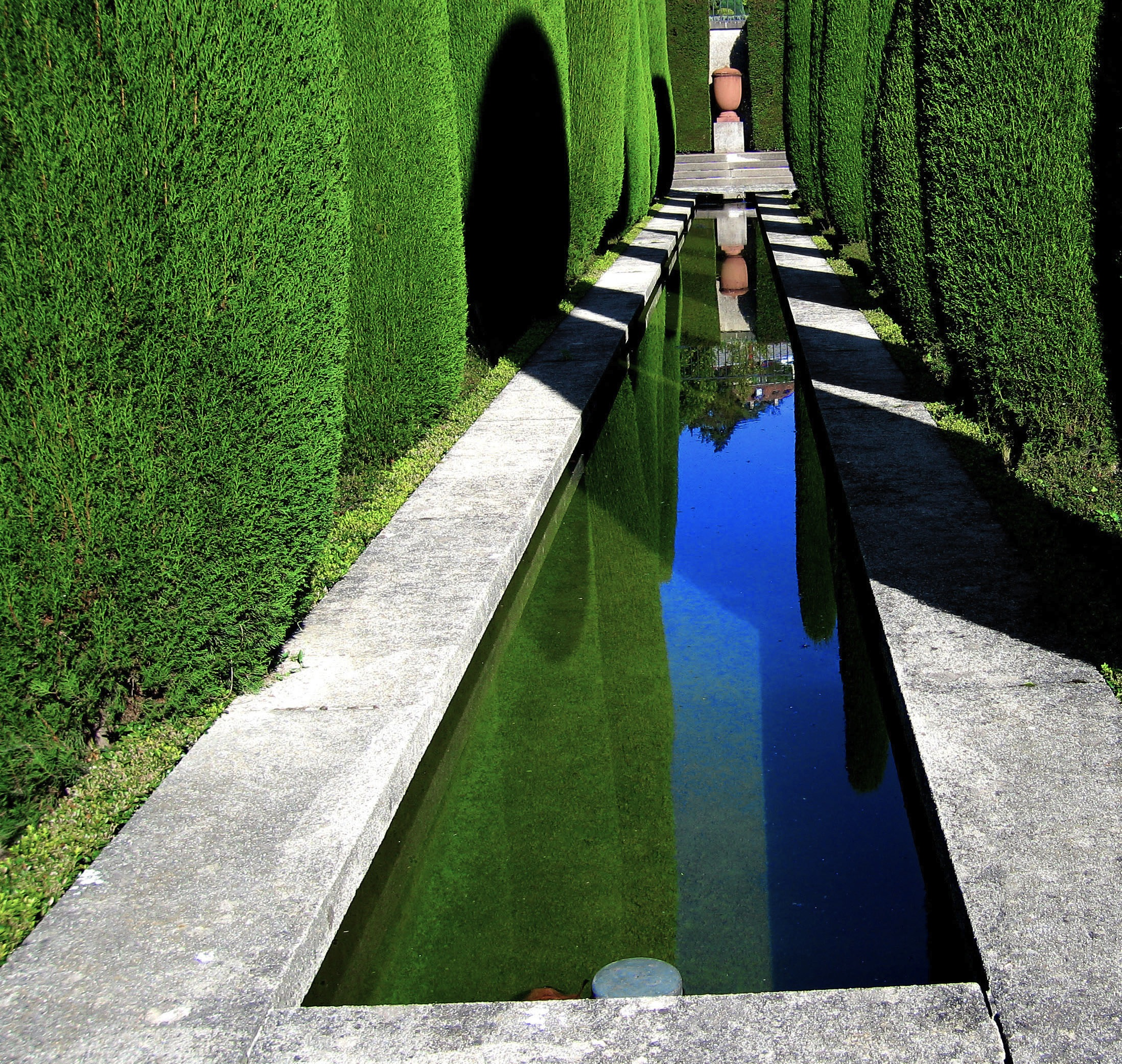
Lausanne, cimetière du Bois-de-Vaux
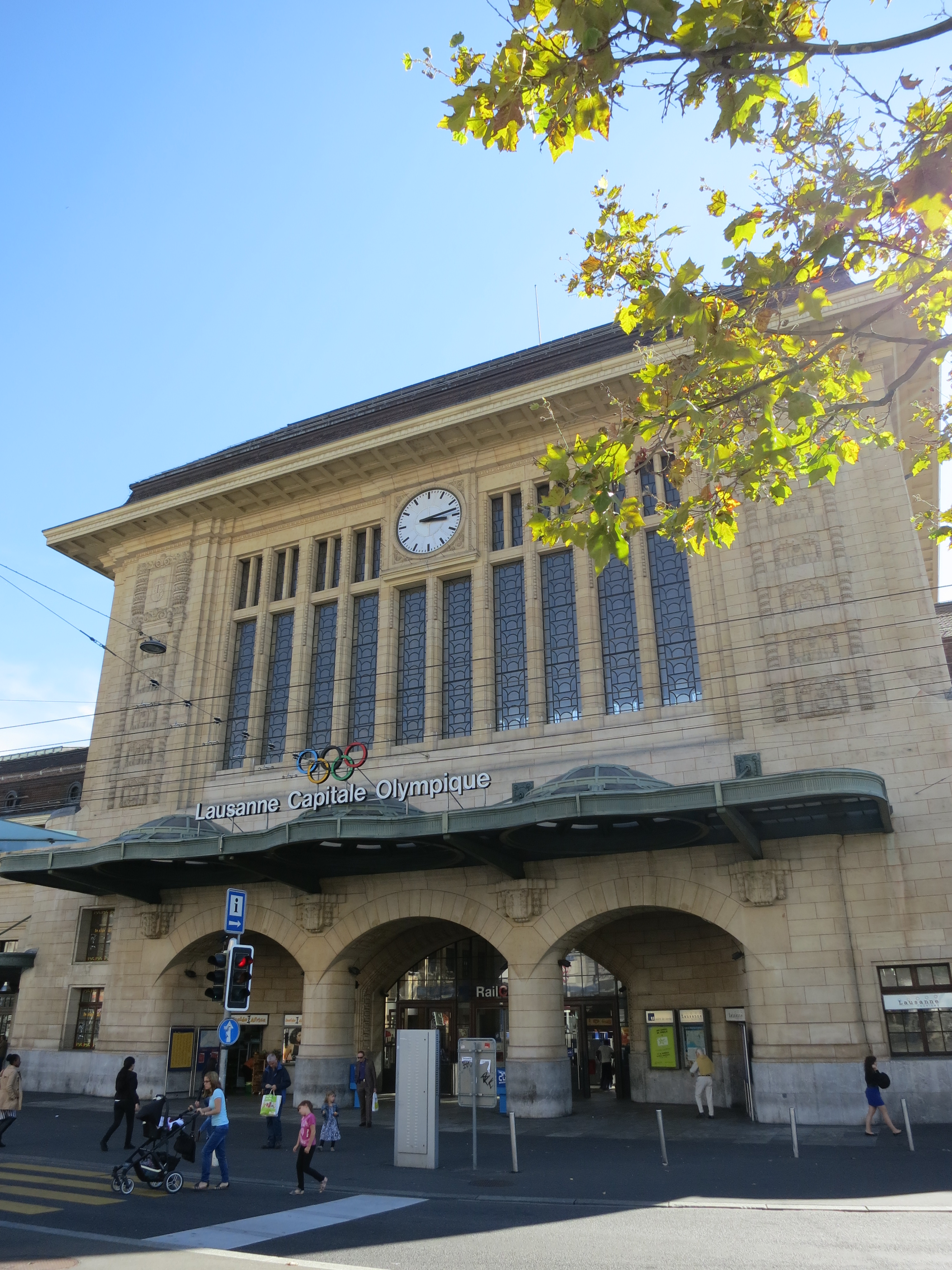
Gare de Lausanne, façade sur la place

### Archives
- Fonds : Alphonse Laverrière.  Cote : CH-001538-7 0002. Archives de la construction moderne-EPFL.